# ドロテア・シャルロッテ・フォン・ブランデンブルク＝アンスバッハ
ドロテア・シャルロッテ・フォン・ブランデンブルク＝アンスバッハ（Dorothea Charlotte von Brandenburg-Ansbach, 1661年11月28日 - 1705年11月15日）は、ドイツのブランデンブルク＝アンスバッハ辺境伯家の侯女で、ヘッセン＝ダルムシュタット方伯エルンスト・ルートヴィヒの妻。

## 生涯
ブランデンブルク＝アンスバッハ辺境伯アルブレヒトとその2番目の妻でエッティンゲン＝エッティンゲン伯ヨアヒム・エルンストの娘であるゾフィー・マルガレーテ（1634年 - 1664年）の間の第4子、次女として生まれた。父にとっては5番目の娘である。1687年12月1日にダルムシュタットにおいて、エルンスト・ルートヴィヒと結婚した。
ドロテア・シャルロッテは熱心な敬虔主義の信奉者であり、宗教政策の面で夫に大きな影響力を及ぼした。方伯夫人は敬虔主義の創始者フィリップ・シュペーナーの支援者として活動したため、宮廷や邦立大学の抗議を受けることになった。ドロテア・シャルロッテの死後、エルンスト・ルートヴィヒは敬虔主義に対する態度を硬化させた。方伯夫人の遺骸はダルムシュタット市教会（Stadtkirche (Darmstadt)）に葬られた。

## 子女
夫との間に2男3女の5人の子女をもうけた。
- ドロテア・ゾフィー（1689年 - 1723年） - 1710年、ホーエンローエ＝エーリンゲン伯ヨハン・フリードリヒと結婚
- ルートヴィヒ8世（1691年 - 1768年） - ヘッセン＝ダルムシュタット方伯
- カール・ヴィルヘルム（1693年 - 1707年）
- フランツ・エルンスト（1695年 - 1717年）
- フリーデリケ・シャルロッテ（1698年 - 1777年） - 1720年、ヘッセン＝カッセル公子マクシミリアンと結婚